# متز ۹۳۷۷
سیارک ۹۳۷۷ (به انگلیسی: 9377 Metz، نامگذاری:1993PJ7) نه هزار و سیصد و هفتاد و هفتمین سیارک کشف شده‌است که در ۱۵ اوت ۱۹۹۳ کشف شد.
قدر مطلق سیارک برابر ۱۳٫۶۰ است.